# دنیس لانگفورد
دنیس لانگفورد (به انگلیسی: Denise Langford) (زادهٔ ۳۱ دسامبر ۱۹۵۳) شناگر اهل استرالیا است.